# Sollentuna
Sollentuna è un comune svedese di 64 343 abitanti, situato nella contea di Stoccolma. Confinante con la municipalità della capitale, la municipalità è coestensiva con il territorio della cittadina, al contrario della quasi totalità dei centri abitati svedesi.

## Geografia fisica
La municipalità è parte integrante dell'area metropolitana di Stoccolma.

### Località
Nel territorio comunale sono comprese le seguenti aree urbane (tätort):
- Sjöberg
- Täby (parte)
- Upplands Väsby (parte)

## Amministrazione

### Gemellaggi
- Hvidovre
- Saue
- Tuusula
- Oppegård